# Рифбьерг, Клаус
Клаус Рифбьерг (дат. Klaus Rifbjerg, 15 декабря 1931, Копенгаген — 4 апреля 2015) — датский поэт, прозаик, драматург и сценарист, литературный критик, кинокритик, автор книг для детей, одна из наиболее активных и признанных фигур в современной датской словесности.

## Биография
Из семьи преподавателей. Учился в Копенгагене и Принстоне. Дебютировал стихами. Первый большой успех ему принес роман Хроническая невинность (1958), впоследствии экранизированный. Выступает как журналист и критик. Вместе с Вилли Сёренсеном руководил влиятельным журналом Роза ветров. Был литературным директором издательства Gyldendal (1984—1991).

## Избранная библиография
- Познавая самого себя, стихи/ Under vejr med mig selv (1956)
- Efterkrig, стихи (1957)
- Хроническая невинность, роман/ Den kroniske uskyld (1958, экранизирован в 1985; фр. пер. 1969)
- Противостояние, стихи/ Konfrontation (1960)
- И другие истории/ Og andre historier (1964, книга входит в Датский культурный канон)
- Любитель оперы, роман/ Operaelskeren (1966)
- Lonni og Karl (1968)
- Анна, я — Анна, роман/ Anna (jeg) Anna (1969, экранизирован в 2000, в заглавной роли — Пернилла Аугуст; фр. пер. 1971, англ. пер. 1982)
- Lena Jørgensen Klintevej 4 2650 Hvidovre (1971)
- 25 desperate digte, стихи (1974)
- Tak for turen (1975)
- Свидетель на будущее/ De hellige aber (1981, англ. пер. 1987)
- Испанский мотив, стихи/ Spansk motiv (1981)
- Falsk forår, роман (1984, экранизирован в 1988)
- Det svævende træ, стихи (1984)
- Tukuma, сценарий (1984)
- Ангел, роман/ Engel (1987)
- Война, стихи/ Krigen (1991, англ. пер. 1995)
- Vi blir jo ældre: noveller (1993)
- Лексикон, стихи/ Leksikon (1996)
- Andre tider: noveller (1997)
- 70 эпифаний, стихотворения в прозе/ 70 epifanier: prosadigte (2001)
- Нансен и Йохансен, роман/ Nansen og Johansen (2002)
- Esbern: Roman (2005)
- Knastørre digte, стихи (2006)
- Stederne, стихи (2011)

## Публикации на русском языке
- Будет дождь. М.: Радуга, 1984

## Признание и награды
Премия Датской критики (1965). Большая премия Датской академии (1966). Член Датской академии (1967). Литературная премия Северного Совета (1970). Литературная премия Шведской академии (1999). Премия фонда Rungstedlund (2009).
Проза и стихи Рифбьерга переведены на английский, французский, немецкий, шведский, польский и др. языки. Писателю посвящён документальный фильм Йоргена Лета (1975).